# Charlie Blackwell-Thompson
Charlie Blackwell-Thompson – amerykańska inżynierka, dyrektorka ds. startów w Exploration Ground Systems Program w NASA (pierwsza kobieta na tym stanowisku). Nadzorowała start rakiety Space Launch System i statku kosmicznego Orion na potrzeby misji Artemis 1.

## Życie osobiste i edukacja
Pochodzi z Gaffney w Południowej Karolinie, gdzie ukończyła Gaffney High School.
Jako dziecko oglądała starty Saturn V i zainspirowała ją idea eksploracji kosmosu. Nauczyciel fizyki Doc Wilson zachęcał ją do zgłębiania zainteresowań. W 1988 uzyskała tytuł licencjacki z inżynierii komputerowej na Uniwersytecie Clemson.
Mieszka w Merritt Island na Florydzie z mężem i trójką dzieci. 

## Kariera

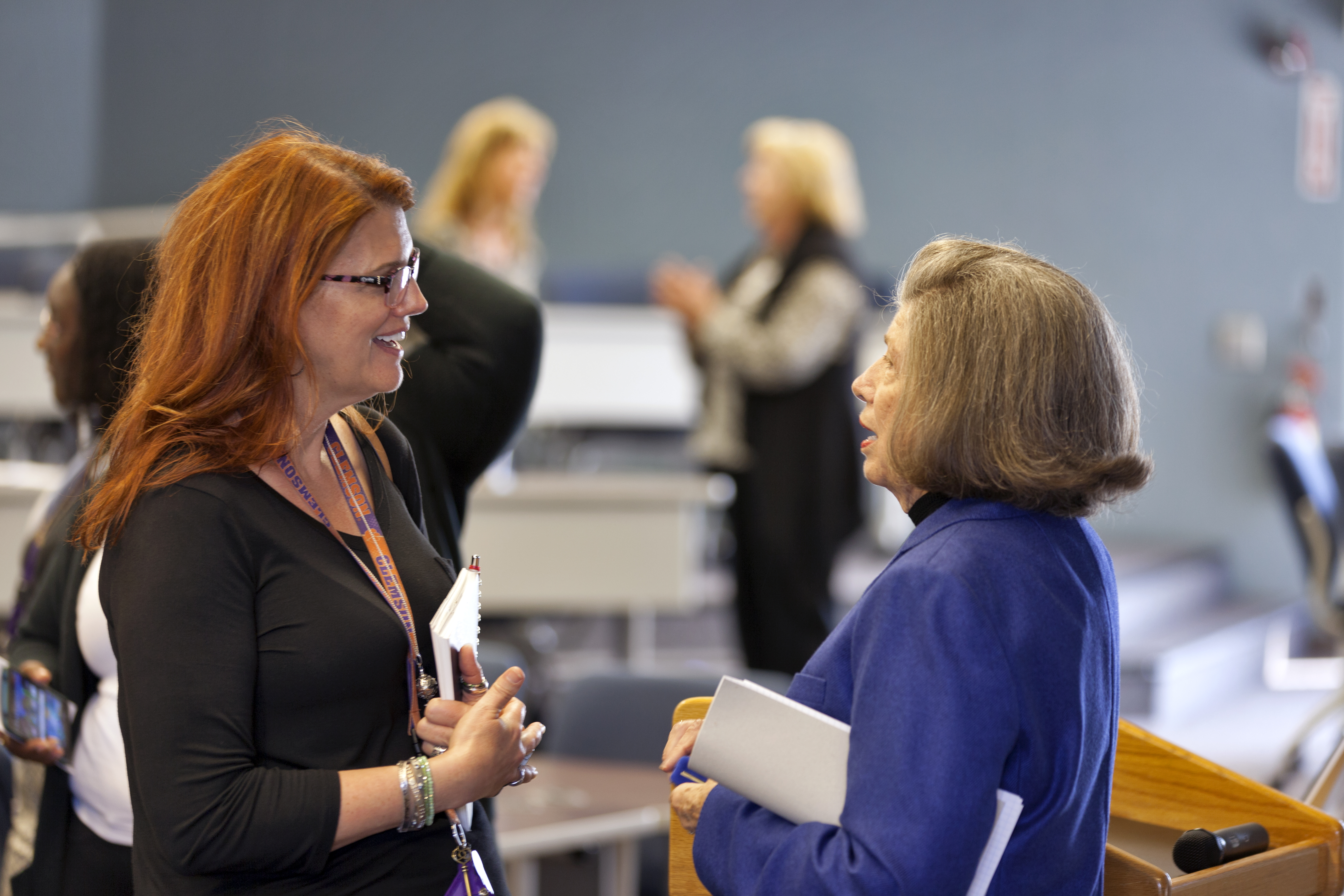
Charlie Blackwell-Thompson, pierwsza kobieta na stanowisku dyrektora startów NASA, rozmawia z inżynierką startów Apollo JoAnn Morgan

W 1988 dołączyła do Boeing Company jako inżynierka oprogramowania lotu ładunku w NASA (Kennedy Center). Pracowała również jako główna inżynierka w Biurze Integracji Elektrycznej oraz główna inżynierka elektyczka podczas misji serwisowych Kosmicznego Teleskopu Hubble’a i podwójnego modułu badawczego, który latał na STS-107. Była główną inżynierką ds. integracji operacji naziemnych dla Orbital Space Plane.

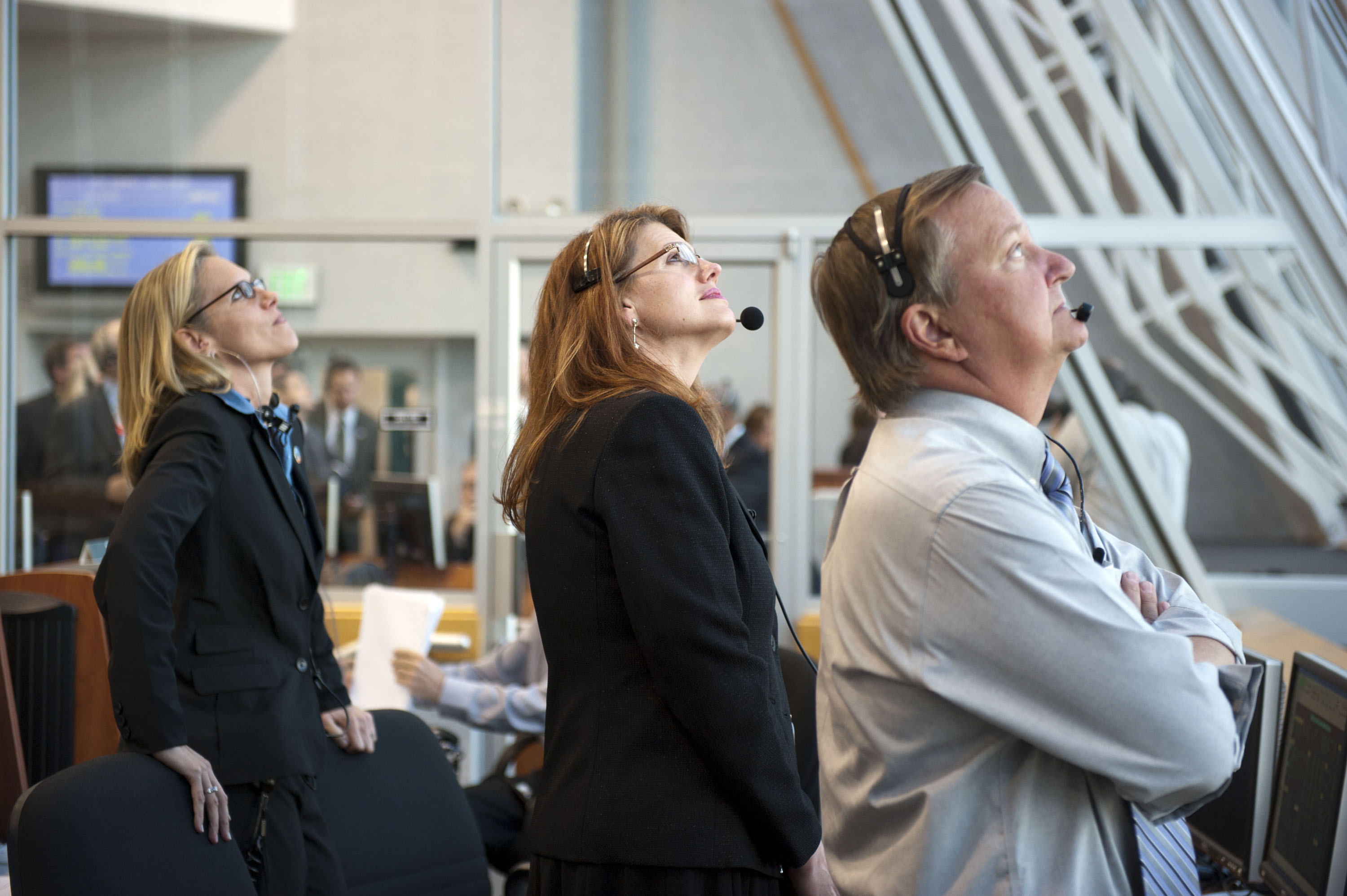
Charlie Blackwell-Thompson (w środku) ogląda start promu kosmicznego Discovery

Rozpoczęła karierę w NASA w 2004 jako dyrektorka ds. testów w dziale startów i lądowań w Space Transportation System. Wcześniej była szefową działu startu i lądowania w STS, następnie zajmowała kierownicze stanowisko w dyrekcji ds. przetwarzania naziemnego w Kennedy. Była jedną z trzech osób na certyfikowanym dyrektorskim stanowisku w zakresie testów NASA podczas startów promów kosmicznych (STS-116, STS-117 i STS-118). Była główną dyrektorką testów NASA, począwszy od STS-130 aż do zakończenia programu. Był również zastępczynią dyrektora ds. startu STS-133. Pracowała nad planowaniem operacji startowych w ramach programu Constellation.
Po wycofaniu promu kosmicznego pełniła funkcję szefowej oddziału zarządzania testami w Biurze Rozwoju Systemów Naziemnych. Kierowała zespołem operacyjnym, który opracował plany, procedury i procesy dla zintegrowanych operacji testowania, uruchamiania i odzyskiwania.
W 2016 została mianowana dyrektorką ds. startów SLS/Orion. Jest pierwszą kobietą na stanowisku dyrektora startu w NASA. Pełni także funkcję kierowniczki międzyprogramowej w zespole Launch Integration. Odpowiada za integrację i koordynację operacji startowych w ramach programów: SLS, Orion i EGS.
W 2019 kierowała zespołem startowym podczas przeprowadzania symulacji szkoleniowych w Firing Room 1 w Launch Control Center. 3 lutego 2020 poprowadziła zespół startowy Artemis I przez symulację odliczania w Firing Room 1 w Launch Control Center. W listopadzie 2020 poprowadziła symulację załadunku paliwa kriogenicznego.
W marcu 2021, rok po pandemii COVID-19, poprowadziła pierwsze ćwiczenie z wspierającymi ośrodkami NASA i zespołem kontroli lotów, który dołączył do kontroli startu, aby wspólnie symulować start. W 2021 poprowadziła kolejnych przedstartowych 12 symulacji.
16 listopada 2022 kierowała udanym startem Artemis 1.
Ma wiele patentów związanych z koncepcjami standaryzacji interfejsów rakiet nośnych oraz metodami i systemami dowodzenia i kontroli.

## Nagrody i wyróżnienia
Otrzymała nagrody, m.in. Space Flight Awareness Team Awards, Silver Snoopy za pracę nad Kosmicznym Teleskopem Hubble'a, Medal NASA za wyjątkowe osiągnięcia, Medal NASA za wybitne przywództwo oraz Nagrodę Rotary National Award for Space Achievement Stellar Award.